# Polytrichum
Genre

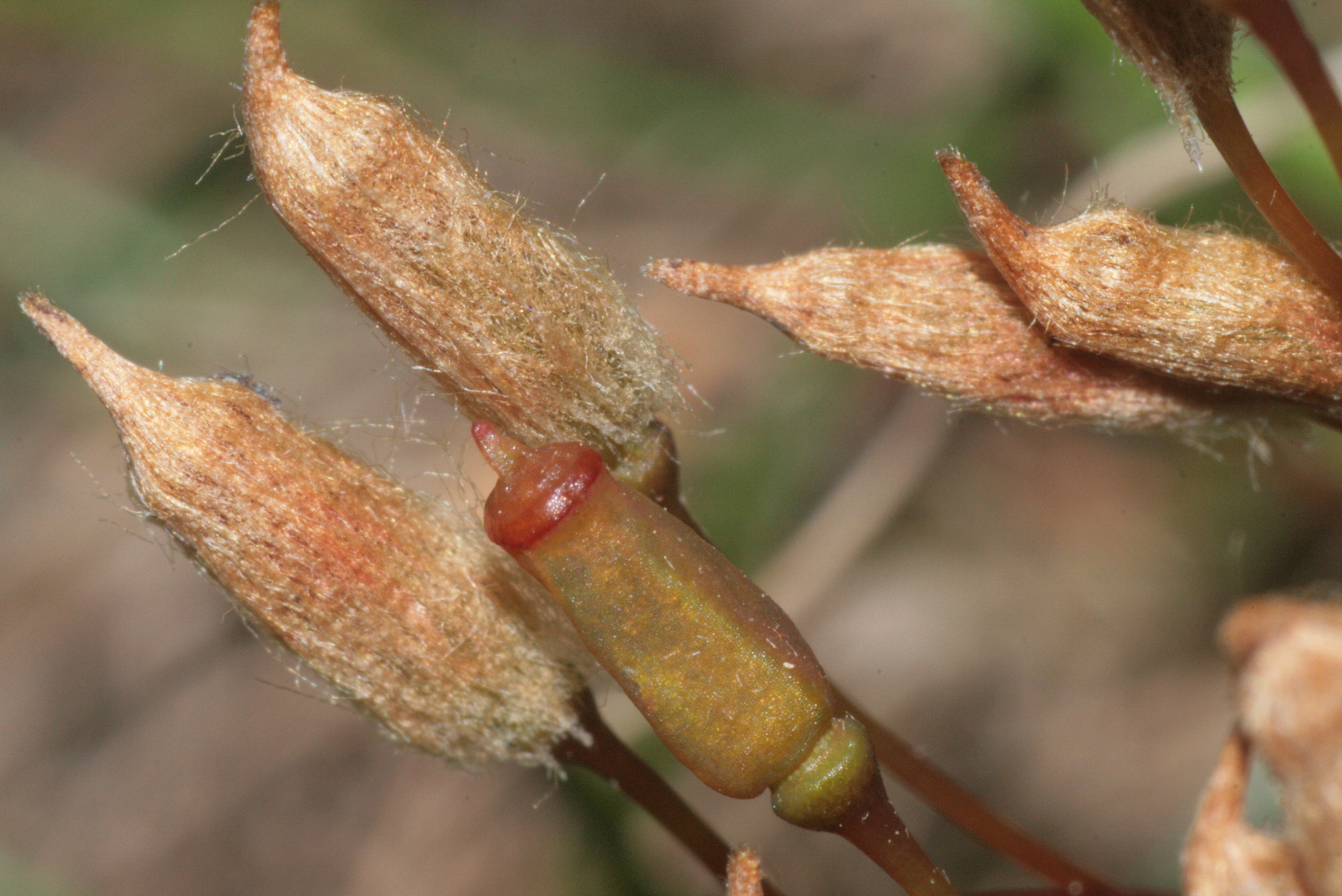
Coiffe poilue recouvrant les capsules de Polytrichum piliferum. Lorsque la coiffe chute, elle laisse voir la capsule fermée par un opercule rouge qui présente un bec au centre.

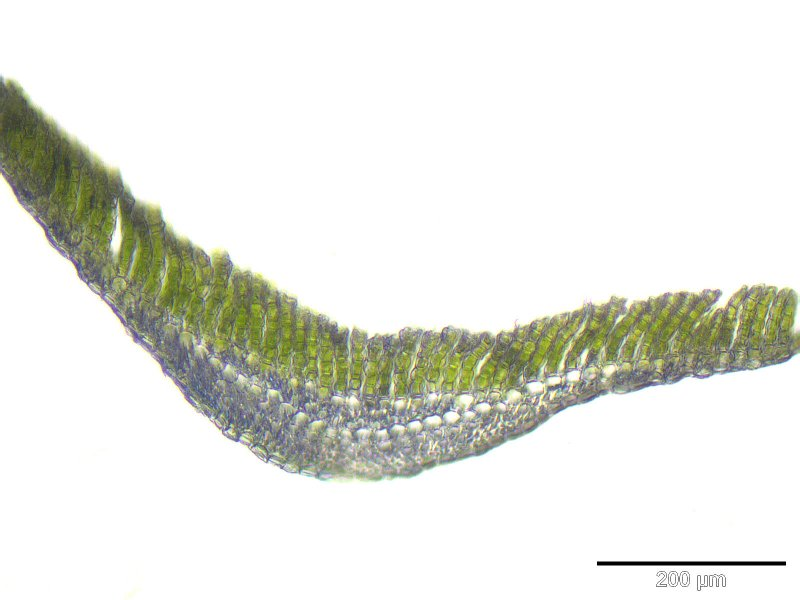
Coupe transversale de la « feuille » du Polytric commun.

Polytrichum est un genre de mousses.

## Phytonymie
Le nom Polytrichum vient du grec polus, plusieurs et trichos, poils, allusion aux nombreux poils sur la coiffe protégeant la capsule à quatre angles portée par une soie sporophytique colorée.

## Description
Caractéristique de la famille et du genre, la feuille ou pseudophylle porte à sa surface supérieure des lamelles chlorophylliennes uniassisiales dressées de 5 à 10 cellules de haut. Ces lamelles constituées d'une seule assise de cellules ont pour effet d'accroître la surface d'échange et de favoriser la diffusion de CO2, facteur limitant chez ces mousses caractérisées par l'absence de stomates au niveau du gamétophyte. Le cordon conducteur est normalement composé de « leptoïdes » (cellules vivantes allongées assurant la distribution des produits de la photosynthèse, l'équivalent de la sève élaborée) et d'« hydroïdes » (cellules mortes allongées assurant la distribution de l'eau et des sels minéraux, l'équivalent de la sève brute). La capsule du sporophyte est portée par un pédicelle ou soie (seta), fermée par un opercule adhérent, et recouverte d'une coiffe, la calyptra.

## Utilisations
Ces mousses, et notamment le Polytric commun, ont été retrouvées dans de nombreux sites archéologiques préhistoriques. Leur taille, leur flexibilité et leur robustesse ont été utilisées pour les lier et en faire des balais, des cordes, ou pour le tissage de petits éléments. Elles ont servi également à emballer des objets, au remplissage de matelas ou d'oreiller, au calfeutrage des habitations ou au calfatage des embarcations.
L'aspect poilu de la coiffe explique que les polytrics ont été utilisés pour le soin des cheveux en vertu de la théorie des signatures.

## Liste d'espèces
Selon BioLib (13 juillet 2017) :
- Polytrichum appalachianum Anderson
- Polytrichum commune Hedw.
- Polytrichum hyperboreum R. Br.
- Polytrichum juniperinum Hedw.
- Polytrichum lyallii (Mitt.) Kindb.
- Polytrichum ohioense Ren. & Card.
- Polytrichum papillatum (G.L. Sm.) Anderson, Crum & Buck
- Polytrichum perigoniale Michx.
- Polytrichum piliferum Hedw.
- Polytrichum sphaerothecium (Besch.) C. Müll.
- Polytrichum strictum Menz. ex Brid.
- Polytrichum swartzii Hartm.
- Polytrichum uliginosum (Wallr.) Schriebl

Selon Catalogue of Life (13 juillet 2017) :
- Polytrichum angustifolium Mitten, 1869
- Polytrichum autranii Renauld & Cardot, 1894
- Polytrichum brachymitrium C. Müller, 1879
- Polytrichum brachypelma C. Müller, 1897
- Polytrichum breviceps C. Müller, 1898
- Polytrichum cataractarum C. Müller, 1897
- Polytrichum commune Hedwig, 1801
- Polytrichum croceum Hampe, 1853
- Polytrichum cupreum Negri, 1908
- Polytrichum elegans Welwitsch & Duby, 1872
- Polytrichum elongatum Palisot de Beauvois, 1805
- Polytrichum glabrum Bridel ex Schrader, 1803
- Polytrichum gracilisetum Bescherelle ex C. Müller, 1900
- Polytrichum hyperboreum R. Brown, 1823
- Polytrichum juniperellum C. Müller in Geheeb, 1881
- Polytrichum juniperinum Hedwig, 1801
- Polytrichum lycopodioides C. Müller, 1897
- Polytrichum microcephalum C. Müller, 1883
- Polytrichum micropysix C. Müller, 1900
- Polytrichum novae-hollandiae Jaeger, 1875
- Polytrichum obliquirostre C. Müller, 1897
- Polytrichum oerstedianum C. Müller, 1900
- Polytrichum pachyneuron Hampe, 1847
- Polytrichum piliferum Hedwig, 1801
- Polytrichum polakowskyi C. Müller, 1900
- Polytrichum recurvatum C. Müller, 1901
- Polytrichum recurvipilum C. Müller, 1897
- Polytrichum sinense Cardot & Thériot, 1904
- Polytrichum stolonigerum C. Müller, 1900
- Polytrichum strictum Menzies ex Bridel, 1801
- Polytrichum subcarinatum Hampe, 1875
- Polytrichum subpilosum Palisot de Beauvois, 1805
- Polytrichum subremotifolium Geheeb & Hampe, 1881
- Polytrichum swartzii C. J. Hartman, 1849
- Polytrichum tibetanum Gao Chien in Gao Chien & Zhang Guang-chu, 1979
- Polytrichum tonkinense Thériot & R. Henry, 1928
- Polytrichum trachythecium C. Müller, 1900
- Polytrichum transvaaliense C. Müller, 1899
- Polytrichum vaginatum Warnstorf, 1920

Selon ITIS (13 juillet 2017) :
- variété Polytrichum commune var. commune Hedw.
- variété Polytrichum commune var. jensenii (Hag.) Mönk. in Warnst.
- variété Polytrichum commune var. perigoniale (Michx.) Hampe
- Polytrichum appalachianum Anderson
- Polytrichum commune Hedw.
- Polytrichum formosum Hedw.
- Polytrichum hyperboreum R. Br.
- Polytrichum juniperinum Hedw.
- Polytrichum longisetum Brid.
- Polytrichum lyallii (Mitt.) Kindb.
- Polytrichum ohioense Ren. & Card.
- Polytrichum pallidisetum Funck
- Polytrichum papillatum (G.L.Sm.) Anderson & al.
- Polytrichum piliferum Hedw.
- Polytrichum sexangulare Brid.
- Polytrichum sphaerothecium (Besch.) C. Müll.
- Polytrichum strictum Brid.
- Polytrichum swartzii Hartm.

Selon NCBI (13 juillet 2017) :
- Polytrichum brachymitrium
- Polytrichum commune
- Polytrichum densifolium
- Polytrichum ericoides
- Polytrichum formosum
- Polytrichum hyperboreum
- Polytrichum juniperinum
- Polytrichum longisetum
  - variété Polytrichum longisetum var. anomalum
- Polytrichum pallidisetum
- Polytrichum piliferum
- Polytrichum sphaerothecium
- Polytrichum strictum
- Polytrichum subpilosum

Selon The Plant List (13 juillet 2017) :
- Polytrichum abbreviatum (Mitt.) Kindb.
- Polytrichum aequinoctiale (Lorentz) Müll. Hal.
- Polytrichum akitense (Besch.) Müll. Hal.
- Polytrichum ambiguum Michx.
- Polytrichum angustifolium Mitt.
- Polytrichum arcticum Sw. ex Brid.
- Polytrichum arcuatum (Mitt.) Kindb.
- Polytrichum asperrimum (Besch.) Broth.
- Polytrichum atrovirens (Mitt.) Kindb.
- Polytrichum aurantiacum Hoppe ex Brid.
- Polytrichum autranii Renauld & Cardot
- Polytrichum belangeri Müll. Hal.
- Polytrichum bescherellei (Hampe) Kindb.
- Polytrichum brachymitrium Müll. Hal.
- Polytrichum brachythecium (Besch.) Kindb.
- Polytrichum breviceps Müll. Hal.
- Polytrichum campylocarpum Müll. Hal.
- Polytrichum canaliculatum Hook. & Arn.
- Polytrichum circinatum (Besch.) Kindb.
- Polytrichum circinnatulum Müll. Hal.
- Polytrichum commune Hedw.
- Polytrichum compressum Hook. f. & Wilson
- Polytrichum conorhynchum Kindb.
- Polytrichum controversum Brid.
- Polytrichum cubense (Sull.) Kindb.
- Polytrichum cupreum G. Negri
- Polytrichum cuspidatum (Besch.) Kindb.
- Polytrichum cuspidirostrum Schimp.
- Polytrichum elegans Welw. & Duby
- Polytrichum elongatum P. Beauv.
- Polytrichum ericaefolium (Besch.) Kindb.
- Polytrichum ericoides Hampe
- Polytrichum falcifolium Griff.
- Polytrichum feae (Müll. Hal.) Müll. Hal.
- Polytrichum ferrugineum Brid.
- Polytrichum flexicaule (Mitt.) Kindb.
- Polytrichum giganteum Hook.
- Polytrichum glabrum Brid. ex Schrad.
- Polytrichum glaciale (Mitt.) Kindb.
- Polytrichum glaucicaule Müll. Hal.
- Polytrichum glaucinum (Besch.) Müll. Hal.
- Polytrichum gracilifolium (Besch.) Kindb.
- Polytrichum gracilisetum Besch. ex Müll. Hal.
- Polytrichum gymnophyllum (Mitt.) Kindb.
- Polytrichum helveticum (Lam. & DC.) Schleich. ex Sw.
- Polytrichum hexagonum (Mitt.) Müll. Hal.
- Polytrichum himalayanum (Mitt.) Kindb.
- Polytrichum hyperboreum R. Br.
- Polytrichum japonicum (Sull. & Lesq.) Kindb.
- Polytrichum jensenii I. Hagen
- Polytrichum juniperellum Müll. Hal.
- Polytrichum juniperinum Hedw.
- Polytrichum laevipilum Hampe
- Polytrichum leptocarpum (Besch.) Kindb.
- Polytrichum longidens (Ångström) Ångstr.
- Polytrichum macrophyllum (Dozy & Molk.) Kindb.
- Polytrichum manchuricum (Horik.) C. Gao & G.C. Zhang
- Polytrichum maoriae Müll. Hal.
- Polytrichum marginatum Brid.
- Polytrichum microcephalum Müll. Hal.
- Polytrichum microdontium (Kindb.) Kindb.
- Polytrichum micropysix Müll. Hal.
- Polytrichum microstomum R. Br. ex Schwägr.
- Polytrichum neesii Müll. Hal.
- Polytrichum neocaledonicum (Besch.) Kindb.
- Polytrichum nigrescens Lam. & DC.
- Polytrichum novae-hollandiae A. Jaeger
- Polytrichum nudiusculum (Mitt.) Müll. Hal.
- Polytrichum obscuratum (Mitt.) Kindb.
- Polytrichum oederi Brid. ex P. Beauv.
- Polytrichum oerstedianum Müll. Hal.
- Polytrichum otaruense (Besch.) Müll. Hal.
- Polytrichum pachyneuron Hampe
- Polytrichum parvum Müll. Hal.
- Polytrichum patulum Harv.
- Polytrichum paucidens (Besch.) Müll. Hal.
- Polytrichum piliferum Hedw.
- Polytrichum pleeanum (Besch.) Müll. Hal.
- Polytrichum polakowskyi Müll. Hal.
- Polytrichum proliferum Griff.
- Polytrichum propinquum R. Br.
- Polytrichum recurvatum Müll. Hal.
- Polytrichum recurvipilum Müll. Hal.
- Polytrichum rhopalophorum (Besch.) Müll. Hal.
- Polytrichum riedelianum Mont.
- Polytrichum robustiusculum (A. Jaeger) Kindb.
- Polytrichum rottense (A. Schlick.) Weyland
- Polytrichum rubescens Mitt.
- Polytrichum scabriusculum Brid.
- Polytrichum schlumbergeri (Schimp.) Kindb.
- Polytrichum semilamellatum Hook. f.
- Polytrichum seminudum (Mitt.) Wilson ex Hampe
- Polytrichum sinense Cardot & Thér.
- Polytrichum spegazzinii Müll. Hal.
- Polytrichum spinulosum (Mitt.) Kindb.
- Polytrichum squamosum Hook. f. & Wilson
- Polytrichum stefureacii Plam.
- Polytrichum stolonigerum Müll. Hal.
- Polytrichum strictum Menzies ex Brid.
- Polytrichum subbifarium (Mitt.) Kindb.
- Polytrichum subcarinatum Hampe
- Polytrichum subpilosum P. Beauv.
- Polytrichum subremotifolium Geh. & Hampe
- Polytrichum subrotundum Menzies ex Brid.
- Polytrichum subtortile Müll. Hal.
- Polytrichum subulatum Menzies ex Brid.
- Polytrichum superbum Schultz
- Polytrichum swartzii Hartm.
- Polytrichum tahitense (Schimp.) Müll. Hal.
- Polytrichum tenellum Müll. Hal.
- Polytrichum tenuirostre Hook.
- Polytrichum tibetanum C. Gao
- Polytrichum timmioides Müll. Hal.
- Polytrichum tonkinense Thér. & R. Henry
- Polytrichum torquatum (Mitt. ex Osada & G.L. Sm.) N. E. Bell & Hyvönen
- Polytrichum trachythecium Müll. Hal.
- Polytrichum transvaaliense Müll. Hal.
- Polytrichum vaginatum Warnst.
- Polytrichum viride (Mitt.) Kindb.
- Polytrichum vitiense (Mitt.) Kindb.
- Polytrichum xanthopilum Wilson ex Mitt.
- Polytrichum yuccaefolium Ehrh. ex Funck
- Polytrichum yunnanense (Besch.) Müll. Hal.

Selon Tropicos (13 juillet 2017) (Attention liste brute contenant possiblement des synonymes) :
- Polytrichum abbreviatum (Mitt.) Kindb.
- Polytrichum aequinoctiale (Lorentz) Müll. Hal.
- Polytrichum affine Funck
- Polytrichum afro-aloides Müll. Hal.
- Polytrichum afrorobustum Besch.
- Polytrichum akitense (Besch.) Müll. Hal.
- Polytrichum albo-marginatum Müll. Hal.
- Polytrichum albo-vaginatum Hampe
- Polytrichum algidum I. Hagen & C.E.O. Jensen
- Polytrichum aloides Hedw.
- Polytrichum alpestre Hoppe
- Polytrichum alpiniforme Cardot
- Polytrichum alpinum Hedw.
- Polytrichum altisetum Müll. Hal.
- Polytrichum ambiguum Michx.
- Polytrichum andinum Hampe
- Polytrichum angolense Welw. & Duby
- Polytrichum angustatum Brid.
- Polytrichum angusticaule Müll. Hal. ex E. Britton
- Polytrichum angustidens H. Lindb.
- Polytrichum angustifolium Mitt.
- Polytrichum anomalum (Milde) Milde
- Polytrichum antarcticum Cardot
- Polytrichum apiculatum Kindb.
- Polytrichum appalachianum L.E. Anderson
- Polytrichum appressum Brid.
- Polytrichum aquense Saporta
- Polytrichum arcticum Sw. ex Brid.
- Polytrichum arcuatum (Mitt.) Kindb.
- Polytrichum aristatum (Hampe) Lindb.
- Polytrichum aristiflorum Mitt.
- Polytrichum armatum Broth.
- Polytrichum asperrimum (Besch.) Broth.
- Polytrichum assimile Hampe
- Polytrichum atrovirens (Mitt.) Kindb.
- Polytrichum attenuatum Menzies ex Brid.
- Polytrichum aurantiacum Hoppe ex Brid.
- Polytrichum australasicum Müll. Hal. & Hampe
- Polytrichum australe Hook. f. & Wilson
- Polytrichum austroalpinum Müll. Hal.
- Polytrichum austrogeorgicum Müll. Hal.
- Polytrichum autranii Renauld & Cardot
- Polytrichum baldwinii Müll. Hal.
- Polytrichum beccarii Müll. Hal.
- Polytrichum behringianum Kindb.
- Polytrichum belangeri Müll. Hal.
- Polytrichum bernoullii Müll. Hal.
- Polytrichum bescherellei (Hampe) Kindb.
- Polytrichum boreale Kindb.
- Polytrichum borgenii Hampe
- Polytrichum brachycaule (H.A. Möller) C.E.O. Jensen
- Polytrichum brachymitrium Müll. Hal.
- Polytrichum brachypelma Müll. Hal.
- Polytrichum brachyphyllum Michx.
- Polytrichum brachypodium Müll. Hal.
- Polytrichum brachythecium (Besch.) Kindb.
- Polytrichum brasiliense Hampe
- Polytrichum breve Müll. Hal.
- Polytrichum breviceps Müll. Hal.
- Polytrichum brevifolium R. Br.
- Polytrichum buchananii Broth.
- Polytrichum calopogon Besch.
- Polytrichum camarae Müll. Hal.
- Polytrichum campanulatum Hornsch.
- Polytrichum camptocaulon Müll. Hal.
- Polytrichum campylocarpum Müll. Hal.
- Polytrichum canaliculatum Hook. & Arn.
- Polytrichum capense Hampe
- Polytrichum capillare Michx.
- Polytrichum carionis Müll. Hal.
- Polytrichum cataractarum Müll. Hal.
- Polytrichum caucasicum Rupr.
- Polytrichum cavifolium Wilson
- Polytrichum chimborassi Lorentz
- Polytrichum ciliatum Hook. & Wilson
- Polytrichum circinatum (Besch.) Kindb.
- Polytrichum circinnatulum Müll. Hal.
- Polytrichum cirratum Sw.
- Polytrichum clavatum Dozy & Molk.
- Polytrichum collieanum Müll. Hal.
- Polytrichum commersonianum Brid.
- Polytrichum commune Hedw.
- Polytrichum comorense Müll. Hal.
- Polytrichum comosum Müll. Hal.
- Polytrichum compressum Hook. f. & Wilson
- Polytrichum conforme Mitt.
- Polytrichum conorhynchum Kindb.
- Polytrichum contortum Menzies ex Brid.
- Polytrichum controversum Brid.
- Polytrichum convolutum Hedw.
- Polytrichum coronatum Brid.
- Polytrichum crassilamellatum W.X. Xu & R.L. Xiong
- Polytrichum crassisetum Lam. & DC.
- Polytrichum crispulum Hook. f. & Wilson
- Polytrichum cubense (Sull.) Kindb.
- Polytrichum cucullatum Hampe
- Polytrichum cupreum G. Negri
- Polytrichum cuspidatum (Besch.) Kindb.
- Polytrichum cuspidigerum Schimp. ex E. Britton
- Polytrichum cuspidirostrum Schimp.
- Polytrichum cylindricum Willd. ex F. Weber
- Polytrichum cypellomitrium Müll. Hal.
- Polytrichum decipiens Limpr.
- Polytrichum deflexifolium Warnst.
- Polytrichum dendroides Brid. ex Hedw.
- Polytrichum densifolium Wilson ex Mitt.
- Polytrichum dentatum Menzies ex Brid.
- Polytrichum dicksonii Turner
- Polytrichum dominghense Brid.
- Polytrichum dozyanum Müll. Hal.
- Polytrichum elatum P. Beauv.
- Polytrichum elegans Welw. & Duby
- Polytrichum elongatum P. Beauv.
- Polytrichum equisetiforme Müll. Hal.
- Polytrichum ericaefolium (Besch.) Kindb.
- Polytrichum ericoides Hampe
- Polytrichum falcifolium Griff.
- Polytrichum fasciculatum Michx.
- Polytrichum feae (Müll. Hal.) Müll. Hal.
- Polytrichum ferrugineum Brid.
- Polytrichum flexicaule (Mitt.) Kindb.
- Polytrichum flexuosum Müll. Hal.
- Polytrichum florissantii Knowlt.
- Polytrichum formosum Hedw.
- Polytrichum formosum × gracile Papp
- Polytrichum fragile Bryhn
- Polytrichum fragilifolium H. Lindb.
- Polytrichum furcatum Hornsch.
- Polytrichum fuscatum (Mitt.) Lindb.
- Polytrichum gardneri Müll. Hal.
- Polytrichum germainii Müll. Hal.
- Polytrichum ghiesbreghtii Besch.
- Polytrichum giganteum Hook.
- Polytrichum gippslandiae Müll. Hal.
- Polytrichum glabrum Brid. ex Schrad.
- Polytrichum glaciale (Mitt.) Kindb.
- Polytrichum glaucicaule Müll. Hal.
- Polytrichum glaucinum (Besch.) Müll. Hal.
- Polytrichum glaziovii Hampe
- Polytrichum gracile Menzies
- Polytrichum gracilifolium (Besch.) Kindb.
- Polytrichum gracilisetum Besch. ex Müll. Hal.
- Polytrichum graeffeanum Müll. Hal.
- Polytrichum grandifolium Lindb.
- Polytrichum gullweri Hampe
- Polytrichum gymnophyllum (Mitt.) Kindb.
- Polytrichum helveticum (Lam. & DC.) Schleich. ex Sw.
- Polytrichum hercynicum Hedw.
- Polytrichum hexagonum (Mitt.) Müll. Hal.
- Polytrichum higoense Sakurai
- Polytrichum himalayanum (Mitt.) Kindb.
- Polytrichum hirsutum V. Leroy bis
- Polytrichum hoehnelii Müll. Hal.
- Polytrichum holstii Broth.
- Polytrichum hoppii Hornsch.
- Polytrichum humboldtianum Hampe
- Polytrichum hyperboreum R. Br.
- Polytrichum imbricatum Müll. Hal.
- Polytrichum inconstans I. Hagen
- Polytrichum inflexum Lindb.
- Polytrichum intermedium Brid.
- Polytrichum intersedens Cardot
- Polytrichum involutum Hampe
- Polytrichum itatiaiae Müll. Hal.
- Polytrichum jamesonii Taylor
- Polytrichum japonicum (Sull. & Lesq.) Kindb.
- Polytrichum jensenii I. Hagen
- Polytrichum junghuhnianum Dozy & Molk.
- Polytrichum juniperellum Müll. Hal.
- Polytrichum juniperifolium Hoffm. ex Funck
- Polytrichum juniperiforme Schimp. ex Mitt.
- Polytrichum juniperinum Hedw.
- Polytrichum keniae Dixon
- Polytrichum laevigatum Wahlenb.
- Polytrichum laevipilum Hampe
- Polytrichum laterale Crome
- Polytrichum leioneuron Besch.
- Polytrichum leonii Papp
- Polytrichum leptocarpum (Besch.) Kindb.
- Polytrichum leptopelma Müll. Hal.
- Polytrichum leucodontium Müll. Hal.
- Polytrichum leucomitrion Reinw. & Hornsch.
- Polytrichum liebmannianum Müll. Hal.
- Polytrichum ligulatum Mitt.
- Polytrichum longidens (Ångstr.) Ångstr.
- Polytrichum longipilum Müll. Hal.
- Polytrichum longisetum Sw. ex Brid.
- Polytrichum loricalyx Müll. Hal.
- Polytrichum lyallii (Mitt.) Kindb.
- Polytrichum lycopodioides Müll. Hal.
- Polytrichum macounii Kindb.
- Polytrichum macrophyllum (Dozy & Molk.) Kindb.
- Polytrichum macrorhapis Müll. Hal.
- Polytrichum madagassum Hampe
- Polytrichum magellanicum Hedw.
- Polytrichum mahense Besch.
- Polytrichum mamillatum (Lindb.) Paris
- Polytrichum manchuricum (Horik.) C. Gao & G.C. Zhang
- Polytrichum maoriae Müll. Hal.
- Polytrichum marginatum Brid.
- Polytrichum mauritianum Müll. Hal. ex Besch.
- Polytrichum microcapillare Müll. Hal.
- Polytrichum microcephalum Müll. Hal.
- Polytrichum microdendron Müll. Hal.
- Polytrichum microdontium (Kindb.) Kindb.
- Polytrichum microphyllum Dozy & Molk.
- Polytrichum micropysix Müll. Hal.
- Polytrichum microstomum R. Br. ex Schwägr.
- Polytrichum mildbraedii Broth.
- Polytrichum minimum Crome
- Polytrichum molinae Mont.
- Polytrichum molleri Müll. Hal.
- Polytrichum nano-cephalum Müll. Hal.
- Polytrichum nano-globulus Müll. Hal.
- Polytrichum nano-urnigerum Müll. Hal.
- Polytrichum nanocarpum Müll. Hal.
- Polytrichum nanum Hedw.
- Polytrichum natalense Sim
- Polytrichum neesii Müll. Hal.
- Polytrichum neglectum Hampe
- Polytrichum neocaledonicum (Besch.) Kindb.
- Polytrichum nigrescens Lam. & DC.
- Polytrichum nigricans Hook. f. & Wilson
- Polytrichum nodicoma Müll. Hal.
- Polytrichum norwegicum Hedw.
- Polytrichum novae-hollandiae A. Jaeger
- Polytrichum nudicaule C.H. Wright
- Polytrichum nudiusculum (Mitt.) Müll. Hal.
- Polytrichum nukahivense Müll. Hal.
- Polytrichum obliquirostre Müll. Hal.
- Polytrichum obscuratum (Mitt.) Kindb.
- Polytrichum obscuro-viride Müll. Hal.
- Polytrichum obtusatulum Müll. Hal.
- Polytrichum obtusum Müll. Hal.
- Polytrichum octangulare Müll. Hal.
- Polytrichum oederi Brid. ex P. Beauv.
- Polytrichum oerstedianum Müll. Hal.
- Polytrichum ohioense Renauld & Cardot
- Polytrichum oligodus Kunze ex Müll. Hal.
- Polytrichum otaruense (Besch.) Müll. Hal.
- Polytrichum pachyneuron Hampe
- Polytrichum pallidisetum Funck
- Polytrichum paludicola Cardot
- Polytrichum papillatum (G.L. Sm.) L.E. Anderson, H.A. Crum & W.R. Buck
- Polytrichum papillosum Dyachenko
- Polytrichum parvum Müll. Hal.
- Polytrichum patagonicum Müll. Hal.
- Polytrichum patens Müll. Hal.
- Polytrichum patulum Harv.
- Polytrichum paucidens (Besch.) Müll. Hal.
- Polytrichum paulense Geh. & Hampe
- Polytrichum pensilvanicum Bartram ex Hedw.
- Polytrichum perichaetiale Mont.
- Polytrichum perigoniale Michx.
- Polytrichum perpusillum Müll. Hal.
- Polytrichum pervillei Besch.
- Polytrichum petersianum Müll. Hal.
- Polytrichum piliferum Hedw.
- Polytrichum pleeanum (Besch.) Müll. Hal.
- Polytrichum plurirameum Müll. Hal.
- Polytrichum plurisetum Müll. Hal.
- Polytrichum polakowskyi Müll. Hal.
- Polytrichum polare Müll. Hal.
- Polytrichum polycarpum Colenso
- Polytrichum polythamnium Müll. Hal.
- Polytrichum preussii Broth.
- Polytrichum prionotrichum Müll. Hal.
- Polytrichum prionotum Müll. Hal.
- Polytrichum procerum Lindb.
- Polytrichum proliferum Griff.
- Polytrichum prolificans Müll. Hal.
- Polytrichum propinquum R. Br.
- Polytrichum pseudoalpinum Müll. Hal.
- Polytrichum psilopiloides Müll. Hal.
- Polytrichum pulverulentum Hedw.
- Polytrichum pumilum Sw. ex Hedw.
- Polytrichum pungens Müll. Hal.
- Polytrichum purpurans Besch.
- Polytrichum purpurascens Brid.
- Polytrichum quadrangulare Gilib.
- Polytrichum radulifolium Müll. Hal.
- Polytrichum recurvatum Müll. Hal.
- Polytrichum recurvipilum Müll. Hal.
- Polytrichum reflexifolium Herzog
- Polytrichum remotifolium P. Beauv.
- Polytrichum rhopalophorum (Besch.) Müll. Hal.
- Polytrichum rhynchomitrium Müll. Hal.
- Polytrichum riedelianum Mont.
- Polytrichum robustiusculum (A. Jaeger) Kindb.
- Polytrichum robustum Lindb.
- Polytrichum rottense (A. Schlick.) Weyland
- Polytrichum ruahinicum Colenso
- Polytrichum rubellum Menzies
- Polytrichum rubenti-viride Müll. Hal.
- Polytrichum rubescens Mitt.
- Polytrichum rubiginosum Müll. Hal.
- Polytrichum rutenbergii Müll. Hal.
- Polytrichum ryparomitrium Müll. Hal.
- Polytrichum sartorii Müll. Hal.
- Polytrichum scabriusculum Brid.
- Polytrichum schlumbergeri (Schimp.) Kindb.
- Polytrichum schmitzii Lorentz
- Polytrichum secundulum Müll. Hal.
- Polytrichum semiangulatum (Brid.) Hornsch.
- Polytrichum semidiaphanum Brid.
- Polytrichum semilamellatum Hook. f.
- Polytrichum seminudum (Mitt.) Wilson ex Hampe
- Polytrichum semipellucidum Hampe
- Polytrichum septentrionale Sw. ex Brid.
- Polytrichum setifolium Sw.
- Polytrichum sexangulare Flörke ex Brid.
- Polytrichum simense Bruch & Schimp. ex Müll. Hal.
- Polytrichum sinense Cardot & Thér.
- Polytrichum sintenisii Müll. Hal.
- Polytrichum smithiae Grout
- Polytrichum spegazzinii Müll. Hal.
- Polytrichum sphaerothecium (Besch.) Müll. Hal.
- Polytrichum spinulosum (Mitt.) Kindb.
- Polytrichum squamosum Hook. f. & Wilson
- Polytrichum stolonigerum Müll. Hal.
- Polytrichum strictum Menzies ex Brid.
- Polytrichum subaloides Müll. Hal.
- Polytrichum subappressum Besch.
- Polytrichum subattenuatum Thér.
- Polytrichum subbifarium (Mitt.) Kindb.
- Polytrichum subcarinatum Hampe
- Polytrichum subcontortum Hampe
- Polytrichum subflexuosum Lorentz
- Polytrichum subformosum Besch.
- Polytrichum subgracile Hampe
- Polytrichum subpiliferum Cardot
- Polytrichum subpilosum P. Beauv.
- Polytrichum subremotifolium Geh. & Hampe
- Polytrichum subrotundum Menzies ex Brid.
- Polytrichum subrubescens Thér.
- Polytrichum substrictum Hampe
- Polytrichum subtortile Müll. Hal.
- Polytrichum subulatum Menzies ex Brid.
- Polytrichum sullivanii Hampe
- Polytrichum superbum Schultz
- Polytrichum swartzii Hartm.
- Polytrichum sylvaticum Menzies
- Polytrichum tahitense (Schimp.) Müll. Hal.
- Polytrichum tasmaniae Müll. Hal.
- Polytrichum tenellum Müll. Hal.
- Polytrichum tenuirostre Hook.
- Polytrichum teysmannianum Dozy & Molk.
- Polytrichum thelicarpum Müll. Hal.
- Polytrichum thomsonii Mitt.
- Polytrichum thysanomitrium Müll. Hal.
- Polytrichum tibetanum C. Gao
- Polytrichum timmioides Müll. Hal.
- Polytrichum tolucense Hampe
- Polytrichum tongariroense Colenso
- Polytrichum tonkinense Thér. & R. Henry
- Polytrichum torquatum (Mitt. ex Osada & G.L. Sm.) N.E. Bell & Hyvönen
- Polytrichum tortile Sw.
- Polytrichum tortipes Wilson ex Mitt.
- Polytrichum trachynotum Müll. Hal.
- Polytrichum trachythecium Müll. Hal.
- Polytrichum transvaaliense Müll. Hal.
- Polytrichum trianae Müll. Hal.
- Polytrichum trichodes Müll. Hal.
- Polytrichum trichodon Hook. f. & Wilson
- Polytrichum tristani Duby
- Polytrichum tuberculosum Müll. Hal.
- Polytrichum tumescens Müll. Hal.
- Polytrichum tysdalei Müll. Hal.
- Polytrichum uliginosum (Wallr.) Schriebl
- Polytrichum undulatum Hedw.
- Polytrichum urnigerum Hedw.
- Polytrichum usambaricum Broth.
- Polytrichum vaginans Brid.
- Polytrichum vaginatum Warnst.
- Polytrichum vanhoeffenii Kindb.
- Polytrichum varians Hampe
- Polytrichum verrucosum Paris
- Polytrichum viride (Mitt.) Kindb.
- Polytrichum vitiense (Mitt.) Kindb.
- Polytrichum volvatum Müll. Hal.
- Polytrichum wahlenbergii Kindb.
- Polytrichum wallisii Müll. Hal.
- Polytrichum wilsonii Kindb.
- Polytrichum xanthopilum Wilson ex Mitt.
- Polytrichum yezoense Horik.
- Polytrichum yuccaefolium Ehrh. ex Funck
- Polytrichum yukonense Cardot & Thér.
- Polytrichum yunnanense (Besch.) Müll. Hal.
- Polytrichum × stefureacii Plam.